# Абашеев, Пётр Тимофеевич
Пётр Тимофе́евич Абаше́ев (24 июля 1934, Улан-Удэ — 1997, там же) — бурятский советский и российский артист балета, балетмейстер, педагог, народный артист РСФСР (1963).

## Биография
Пётр Тимофеевич Абашеев родился 24 июля 1934 году. В 1955 году окончил Ленинградское хореографическое училище (педагог Е. П. Вечеслова-Снеткова).
С 1955 года выступал в Бурятском театре оперы и балета в Улан-Удэ. Выступал в Японии, Канаде, Иране, Афганистане, Италии, Финляндии, Китае, Болгарии, Чехословакии, Югославии, Монголии. В 1976—1978 годах был главным балетмейстером театра.
Вместе с Гомбо Цыдынжаповым и Ларисой Сахьяновой создал Бурятское хореографическое училище (ныне колледж), с 1961 года преподавал в нём классический танец, в 1986—1997 годах — художественный руководитель училища.
Умер в 1997 году.

### Семья
- Жена — артистка балета Лариса Петровна Сахьянова (1930—2001), народная артистка СССР.

## Награды и премии
- Заслуженный артист РСФСР (25.12.1959).
- Народный артист РСФСР (23.07.1963).
- Государственная премия РСФСР имени М. И. Глинки (1972).
- Почётная грамота Республики Бурятия (1995).
- Орден Дружбы (1996).

## Партии в балетах
- «Во имя любви» Батуева и Майзеля — Зоригто
- «Красавица Ангара» Л. Книппера и Б. Ямпилова — Енисей
- «Лебединое озеро» П. И. Чайковского — Зигфрид
- «Спящая красавица» П. И. Чайковского — Дезире
- «Свет над долиной» Ряузова — Евгений
- «Шурале» Ф. Яруллина — Али-батыр
- «Раймонда» Глазунова — Абдерахман
- «Спартак» Хачатуряна — Спартак и Красс
- «Барышня и Хулиган» Шостаковича — Хулиган
- «Легенда о любви» Меликова — Фархад
- «Жизель» Адана — Альберт
- «Бахчисарайский фонтан» Асафьева — Гирей
- «Дон-Кихот» Людвига Минкуса — Базиль
- «Баядерка» Людвига Минкуса — Солор

## Фильмография
1. 1973 — Земля Санникова — Вождь онкилонов (озвучивал Сергей Малишевский)
2. 1985 — Горький можжевельник — Иринчин, мельник

## Память

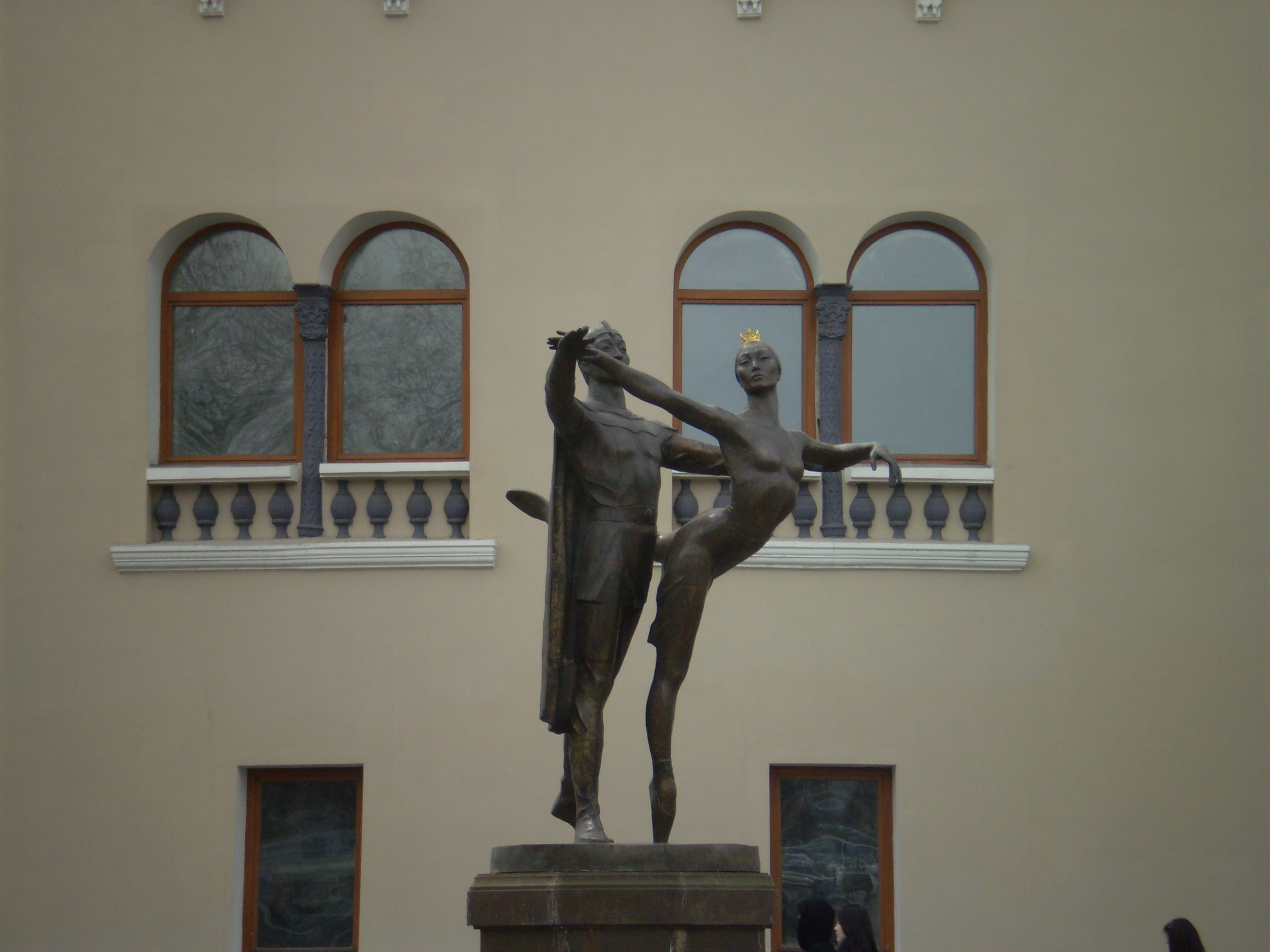
Скульптурная композиция «Красавица Ангара», посвящённая Ларисе Сахьяновой и Петру Абашееву.

- С 2013 года Бурятское республиканское хореографическое училище носит имена Л. П. Сахьяновой и П. Т. Абашеева.
- В 2002 году у здания Бурятского театра оперы и балета была установлена скульптурная композиция «Красавица Ангара» (авторы А. Миронов и Д. Уланов). Изображены Лариса Сахьянова и Пётр Абашеев.
- В 2005 году был проведён II Международный фестиваль балетного искусства имени народной артистки СССР Ларисы Сахьяновой и народного артиста РСФСР Петра Абашеева.
- С 19 по 25 ноября 2013 года проходил III Международный фестиваль балета имени народной артистки СССР Ларисы Сахьяновой и народного артиста РСФСР Петра Абашеева.